# Линейный мат
Лине́йный мат, в шахматах — мат тяжёлыми фигурами, обычно двумя ладьями (реже ладьёй и ферзём, двумя ферзями). Ладьи располагаются на соседних вертикалях, отсекая короля противника к краю доски. При приближении короля противника к ладье — ладьи переходят на другой край доски и отсечение происходит по той же схеме.
Линейный мат в основном происходит в глубоком эндшпиле, реже - в миттельшпиле.

## Пример
|   | a                                                                    | b                                                                    | c                                                                    | d                                                                    | e                                                                    | f                                                                    | g                                                                    | h                                                                    |   |
| - | -------------------------------------------------------------------- | -------------------------------------------------------------------- | -------------------------------------------------------------------- | -------------------------------------------------------------------- | -------------------------------------------------------------------- | -------------------------------------------------------------------- | -------------------------------------------------------------------- | -------------------------------------------------------------------- | - |
| 8 | a5 чёрный король · h4 белая ладья · g3 белая ладья · e1 белый король | a5 чёрный король · h4 белая ладья · g3 белая ладья · e1 белый король | a5 чёрный король · h4 белая ладья · g3 белая ладья · e1 белый король | a5 чёрный король · h4 белая ладья · g3 белая ладья · e1 белый король | a5 чёрный король · h4 белая ладья · g3 белая ладья · e1 белый король | a5 чёрный король · h4 белая ладья · g3 белая ладья · e1 белый король | a5 чёрный король · h4 белая ладья · g3 белая ладья · e1 белый король | a5 чёрный король · h4 белая ладья · g3 белая ладья · e1 белый король | 8 |
| 7 | a5 чёрный король · h4 белая ладья · g3 белая ладья · e1 белый король | a5 чёрный король · h4 белая ладья · g3 белая ладья · e1 белый король | a5 чёрный король · h4 белая ладья · g3 белая ладья · e1 белый король | a5 чёрный король · h4 белая ладья · g3 белая ладья · e1 белый король | a5 чёрный король · h4 белая ладья · g3 белая ладья · e1 белый король | a5 чёрный король · h4 белая ладья · g3 белая ладья · e1 белый король | a5 чёрный король · h4 белая ладья · g3 белая ладья · e1 белый король | a5 чёрный король · h4 белая ладья · g3 белая ладья · e1 белый король | 7 |
| 6 | a5 чёрный король · h4 белая ладья · g3 белая ладья · e1 белый король | a5 чёрный король · h4 белая ладья · g3 белая ладья · e1 белый король | a5 чёрный король · h4 белая ладья · g3 белая ладья · e1 белый король | a5 чёрный король · h4 белая ладья · g3 белая ладья · e1 белый король | a5 чёрный король · h4 белая ладья · g3 белая ладья · e1 белый король | a5 чёрный король · h4 белая ладья · g3 белая ладья · e1 белый король | a5 чёрный король · h4 белая ладья · g3 белая ладья · e1 белый король | a5 чёрный король · h4 белая ладья · g3 белая ладья · e1 белый король | 6 |
| 5 | a5 чёрный король · h4 белая ладья · g3 белая ладья · e1 белый король | a5 чёрный король · h4 белая ладья · g3 белая ладья · e1 белый король | a5 чёрный король · h4 белая ладья · g3 белая ладья · e1 белый король | a5 чёрный король · h4 белая ладья · g3 белая ладья · e1 белый король | a5 чёрный король · h4 белая ладья · g3 белая ладья · e1 белый король | a5 чёрный король · h4 белая ладья · g3 белая ладья · e1 белый король | a5 чёрный король · h4 белая ладья · g3 белая ладья · e1 белый король | a5 чёрный король · h4 белая ладья · g3 белая ладья · e1 белый король | 5 |
| 4 | a5 чёрный король · h4 белая ладья · g3 белая ладья · e1 белый король | a5 чёрный король · h4 белая ладья · g3 белая ладья · e1 белый король | a5 чёрный король · h4 белая ладья · g3 белая ладья · e1 белый король | a5 чёрный король · h4 белая ладья · g3 белая ладья · e1 белый король | a5 чёрный король · h4 белая ладья · g3 белая ладья · e1 белый король | a5 чёрный король · h4 белая ладья · g3 белая ладья · e1 белый король | a5 чёрный король · h4 белая ладья · g3 белая ладья · e1 белый король | a5 чёрный король · h4 белая ладья · g3 белая ладья · e1 белый король | 4 |
| 3 | a5 чёрный король · h4 белая ладья · g3 белая ладья · e1 белый король | a5 чёрный король · h4 белая ладья · g3 белая ладья · e1 белый король | a5 чёрный король · h4 белая ладья · g3 белая ладья · e1 белый король | a5 чёрный король · h4 белая ладья · g3 белая ладья · e1 белый король | a5 чёрный король · h4 белая ладья · g3 белая ладья · e1 белый король | a5 чёрный король · h4 белая ладья · g3 белая ладья · e1 белый король | a5 чёрный король · h4 белая ладья · g3 белая ладья · e1 белый король | a5 чёрный король · h4 белая ладья · g3 белая ладья · e1 белый король | 3 |
| 2 | a5 чёрный король · h4 белая ладья · g3 белая ладья · e1 белый король | a5 чёрный король · h4 белая ладья · g3 белая ладья · e1 белый король | a5 чёрный король · h4 белая ладья · g3 белая ладья · e1 белый король | a5 чёрный король · h4 белая ладья · g3 белая ладья · e1 белый король | a5 чёрный король · h4 белая ладья · g3 белая ладья · e1 белый король | a5 чёрный король · h4 белая ладья · g3 белая ладья · e1 белый король | a5 чёрный король · h4 белая ладья · g3 белая ладья · e1 белый король | a5 чёрный король · h4 белая ладья · g3 белая ладья · e1 белый король | 2 |
| 1 | a5 чёрный король · h4 белая ладья · g3 белая ладья · e1 белый король | a5 чёрный король · h4 белая ладья · g3 белая ладья · e1 белый король | a5 чёрный король · h4 белая ладья · g3 белая ладья · e1 белый король | a5 чёрный король · h4 белая ладья · g3 белая ладья · e1 белый король | a5 чёрный король · h4 белая ладья · g3 белая ладья · e1 белый король | a5 чёрный король · h4 белая ладья · g3 белая ладья · e1 белый король | a5 чёрный король · h4 белая ладья · g3 белая ладья · e1 белый король | a5 чёрный король · h4 белая ладья · g3 белая ладья · e1 белый король | 1 |
|   | a                                                                    | b                                                                    | c                                                                    | d                                                                    | e                                                                    | f                                                                    | g                                                                    | h                                                                    |   |

В позиции на диаграмме белые следующей серией ходов ставят мат в 2 хода:
1. Лb3 Крa6
2. Лa4×
Аналогичным способом ставится мат ферзём и ладьёй, двумя ферзями (два ферзя могут поставить мат ещё и в центре доски).